# بيل لادبوري
بيل لادبوري (بالإنجليزية: Bill Ladbury)‏ مواليد 14 أكتوبر 1891 في لندن، إنجلترا، كان ملاكم محترف بريطاني صنّف ضمن فئة وزن الذبابة.

## إحصائيات
خاض خلال مسيرته 53 نزالا، فاز في 31 وتعادل في 5 وخسر في 17. فاز بالضربة القاضية في 13 نزالا.

## روابط خارجية
- بيل لادبوري على موقع بوكس ريك (الإنجليزية) (registration required)